# Rumäniens damlandslag i ishockey
Rumäniens damlandslag i ishockey representerar Rumänien i ishockey för damer.
I mars 2001 spelade Rumänien sina första damlandskamper i ishockey i Bukarest, vid kvalspelet till VM:s Division I . Rumäniens damer var rankade på 27:e plats i världen efter OS 2006.